# Јекуно Амлак
Јекуно Амлак (амхарски: ይኵኖ አምላክ) владарског имена Тасфа Јасус (? - 1285), био је етиопски цар (негуш негасти) од 10. августа 1270. до 19. јуна 1285. и оснивач Соломонске династије, јер је по свом оцу Тасфа Јасусу, вукао своје порекло од последњег аксумског краља Дил На'ода.

## Биографија

### Успон на престо
Оно што се данас зна о Јекуну Амлаку темељи се на етиопској усменој предаји и средњовековним хагиографијама. По њима Амлак је био из Сагарата (Амхара).
Јекуно Амлак школовао се у манастиру Истифанос на језеру Хаик. Касније средњовековне хагиографије наводе да га је подучавао лично Свети Текле Хајманот. Раније хагиографије наводе да му је учитељ био Јасус Моа, игуман манастира Истифанос.
По етиопским легендама, Јекуно Амлак је био затворен од стране загајског краља „За-Илмакнуна“ на Планини Малот, али је успео да побегне. Потом је окупио подршку у покрајинама Амхаре и на Шои, и са војском следбеника, победио и свргнуо с престола загајског краља. По савременом етиопском историчару Тадесе Тамрату, ту се ради о Јетбараку, а не о Амлаку, али због локалног облика забране сећања, његово име је уклоњено из историје. Новији истраживач историје Вола Гетачев Меконен Хасен, тврди да се ипак ради о Јекуно Амлаку, а да је последњи загајски краљ којег је он свргнуо био На'акуето Ла'аб.

### Владавина
Јекуни Амлаку се приписује да је водио рат против Краљевства Дамот, које је лежало јужно од реке Плави Нил.
Писана историја пружа нам више сигурности да оценимо његове односе с другим земљама. Тако данас знамо да Јекуно Амлак није само размењивао писма с византијским царем Михајлом VIII Палеологом, већ му је послао и неколико жирафа на дар. Испрва су његови односи са суседним муслиманским земљама били пријатељски, но његови упорни захтеви да се Етиопској оријентално-православној цркви додиели Абуна погоршали су односе. Његово до данас сачувано писмо из 1273. које је послао мамелучком султану Бајбарсу у Каиро, који је тада био суверен александријског коптског патријарха, уједно и врховног старешине етиопске цркве), у којем га моли за помоћ да му се додели нови Абуна, јасно говори да то није његов први захтев. Кад једна од његових порука није стигла до Каира, он је зато окривио јеменског султана, да је он из позадине спречио његовог гласника да дође до Каира. Због тог је био приморан да се ослони на сиријске свештенике који су се некако пробили до његова царства.
Њему се приписује градња цркве Генете Марјам поред Лалибеле, у којој се налазе најстарије етиопске фреске.
Његов наследник, цар Бајда Марјам, је његове посмртне остатке поновно сахранио у цркви Атронса Марјам.